# 小行星43293
小行星43293（43293 Banting）是一颗绕太阳运转的小行星，为主小行星带小行星。该小行星于2000年4月1日发现。
該小行星以加拿大醫學家、胰島素的發現者弗雷德里克·班廷命名。

## 轨道参数
小行星43293的轨道半长轴为3.1640491 UA，离心率为0.068。